# Mêda
Mêda è un comune portoghese di 6 239 abitanti situato nel distretto di Guarda.

## Società

### Evoluzione demografica
| Popolazione di Mêda (1801 – 2004) | Popolazione di Mêda (1801 – 2004) | Popolazione di Mêda (1801 – 2004) | Popolazione di Mêda (1801 – 2004) | Popolazione di Mêda (1801 – 2004) | Popolazione di Mêda (1801 – 2004) | Popolazione di Mêda (1801 – 2004) | Popolazione di Mêda (1801 – 2004) | Popolazione di Mêda (1801 – 2004) |
| --------------------------------- | --------------------------------- | --------------------------------- | --------------------------------- | --------------------------------- | --------------------------------- | --------------------------------- | --------------------------------- | --------------------------------- |
| 1801                              | 1849                              | 1900                              | 1930                              | 1960                              | 1981                              | 1991                              | 2001                              | 2004                              |
| 753                               | 5235                              | 12011                             | 11851                             | 12378                             | 8964                              | 7440                              | 6239                              | 6000                              |

## Freguesias
- Aveloso
- Barreira
- Carvalhal
- Casteição
- Coriscada
- Fonte Longa
- Longroiva
- Marialva
- Mêda
- Outeiro de Gatos
- Pai Penela
- Poço do Canto
- Prova
- Rabaçal
- Ranhados
- Vale Flor